# Kutty (film, 2009)
Pour plus de détails, voir Fiche technique et Distribution.
Kutty est un film indien tamoul, réalisé par Mithran Jawahar (le réalisateur de Yaaradi Nee Mohini), avec Dhanush et Shriya Saran dans les rôles principaux. Le film, est un remake du film Telugu Arya et précédemment appelé Kadhir. Devi Sri Prasad réalisera la bande sonore, qui a aussi produit le premier film. Le film lancé en décembre 2008 est toujours en production et prévue de sortir en juin 2009.

## Fiche technique
- Titre français : Kutty
- Réalisation : A. Jawahar
- Scénario : Sukumar
- Musique : Devi Sri Prasad
- Production : A. Jawahar
- Pays d’origine :  Inde
- Langue : Tamoul
- Format : Long métrage
- Date de sortie : 23 août 2009

## Distribution
- Dhanush
- Shriya Saran